# Ludwig Roselius
Ludwig Gerhard Wilhelm Roselius (né le 2 juin 1874 à Brême - mort le 15 mai 1943 à Berlin) est un homme d'affaires allemand. Après avoir fait fortune dans le commerce du café au début du XXe siècle, il est devenu un mécène des arts.

## Biographie
Il est le fondateur de la société Kaffee Hag (Café Sanka en France).
En tant que mécène, il soutint plusieurs artistes de premier plan, tels que Paula Modersohn-Becker ou Bernhard Hoetger. On lui doit également la rue Böttcherstraße de Brême, devenue une attraction touristique en raison de ses multiples musées, lieux d'activités culturelles et audaces architecturales. De tendance conservatrice sur le plan politique, il accueillit favorablement la montée du national-socialisme et l'arrivée d'Adolf Hitler au pouvoir, qu'il rencontra d'ailleurs à Brême à titre privé en 1923.
Une galerie artistique de Brême porte aujourd'hui son nom.